# Хорт, Фентон
Фентон Хорт (23 апреля 1828, Дублин — 30 ноября 1892, Кембридж) — британский богослов и библеист.

## Биография
Приходился правнуком Джозайе Хорту, архиепископа Туамскому XVIII века. В 1846 году, окончив школу Рагби, поступил в Тринити-колледж в Кембридже, в 1850 году получил учёную степень, став третьим в трайпосе, а в 1852 году стал сотрудником колледжа. В 1874 году стал сооснователем филологического издания «Journal of Classical and Sacred Philology», начав серьёзно заниматься богословскими лингвистическими исследованиями. Был изначально воспитан в строгих евангелических традициях, но позднее его взгляды стали более либеральными. В 1857 году женился и перешёл преподавать в колледж Сент-Ипполитс рядом с Хитчином, Хартфордшир, где работал на протяжении пятнадцати лет. Во время своего пребывания там он активно участвовал в дискуссиях касательно университетской реформы, продолжал свои исследования и писал эссе для различных научных изданий.
В 1870 году был назначен членом комиссии по пересмотру перевода Нового Завета, а в 1871 года стал одним из халсианских лекторов университета, но прошли годы, прежде чем его лекции были подготовлены к публикации (1893). В 1872 году стал сотрудником и лектором в Эммануил-колледже; в 1878 году стал халсианским профессором богословия, а в 1887 году — профессором богословия леди Маргарет. В то же время он опубликовал вместе со своим другом Уэсткоттом издание текста Нового Завета. Редакционная комиссия в значительной степени приняла это текст — даже до его публикации — в качестве основы для своего перевода Нового Завета. Работа привлекла большое внимание учёных, последовал целый ряд критических выпадов, однако большинством всё же была расценена как ближайший к оригиналу перевод. Введение было написано непосредственно Хортом. Скончался он, как считается, из-за умственного перенапряжения.
Наиболее известные работы: «The Christian Ecclesia» (1897); «Judaistic Christianity» (1894); «Village Sermons» (две серии); «Cambridge and other Sermons: Prolegomena to … Romans and Ephesians» (1895); «The Ante-Nicene Fathers» (1895).